# U-345
U-345 — средняя немецкая подводная лодка типа VIIC времён Второй мировой войны.

## История
Заказ на постройку субмарины был отдан 10 апреля 1941 года. Лодка была заложена 9 июля 1942 года на верфи Нордзееверке в Эмдене под строительным номером 217, спущена на воду 11 марта 1943 года. Лодка вошла в строй 4 мая 1943 года под командованием оберлейтенанта Ульрих Кнакфусса.

### Флотилии
- 4 мая 1943 года — 23 декабря 1943 года — 8-я флотилия (учебная)

### История службы
Лодка не совершала боевых походов, успехов не достигла, успела использоваться исключительно в учебных целях. Повреждена американскими бомбами 13 декабря 1943 года, 23 декабря разоружена, выведена из состава флота, впоследствии переведена в Варнемюнде.